# 204702 Péquignat
204702 Péquignat è un asteroide della fascia principale. Scoperto nel 2006, presenta un'orbita caratterizzata da un semiasse maggiore pari a 2,8041186 UA e da un'eccentricità di 0,1539431, inclinata di 8,79238° rispetto all'eclittica.